# Syrrhopodon semiliber
Syrrhopodon semiliber là một loài rêu trong họ Calymperaceae. Loài này được Mitt. Besch. mô tả khoa học đầu tiên năm 1898.